# Alpro

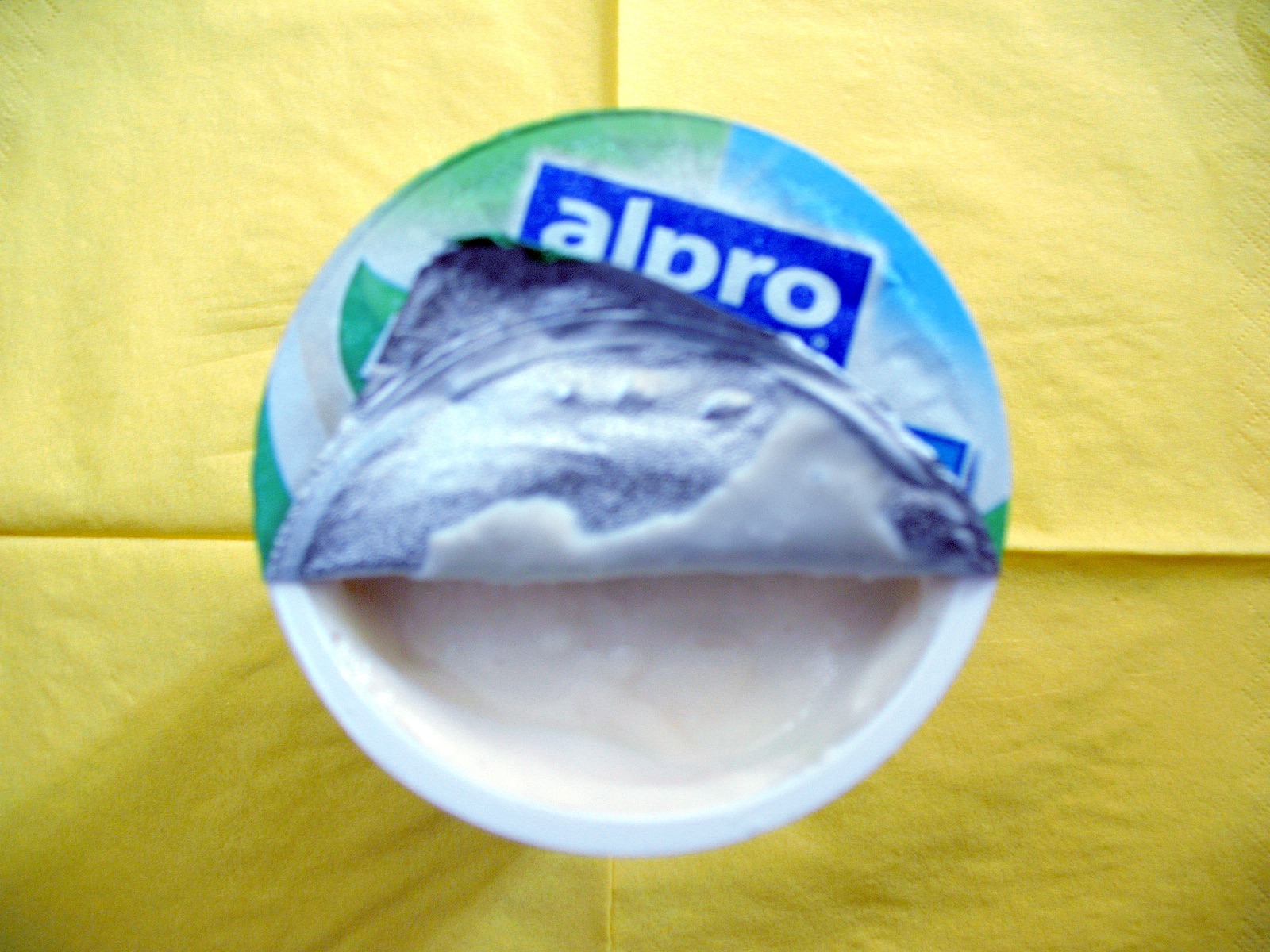
Iogurte de soja Alpro

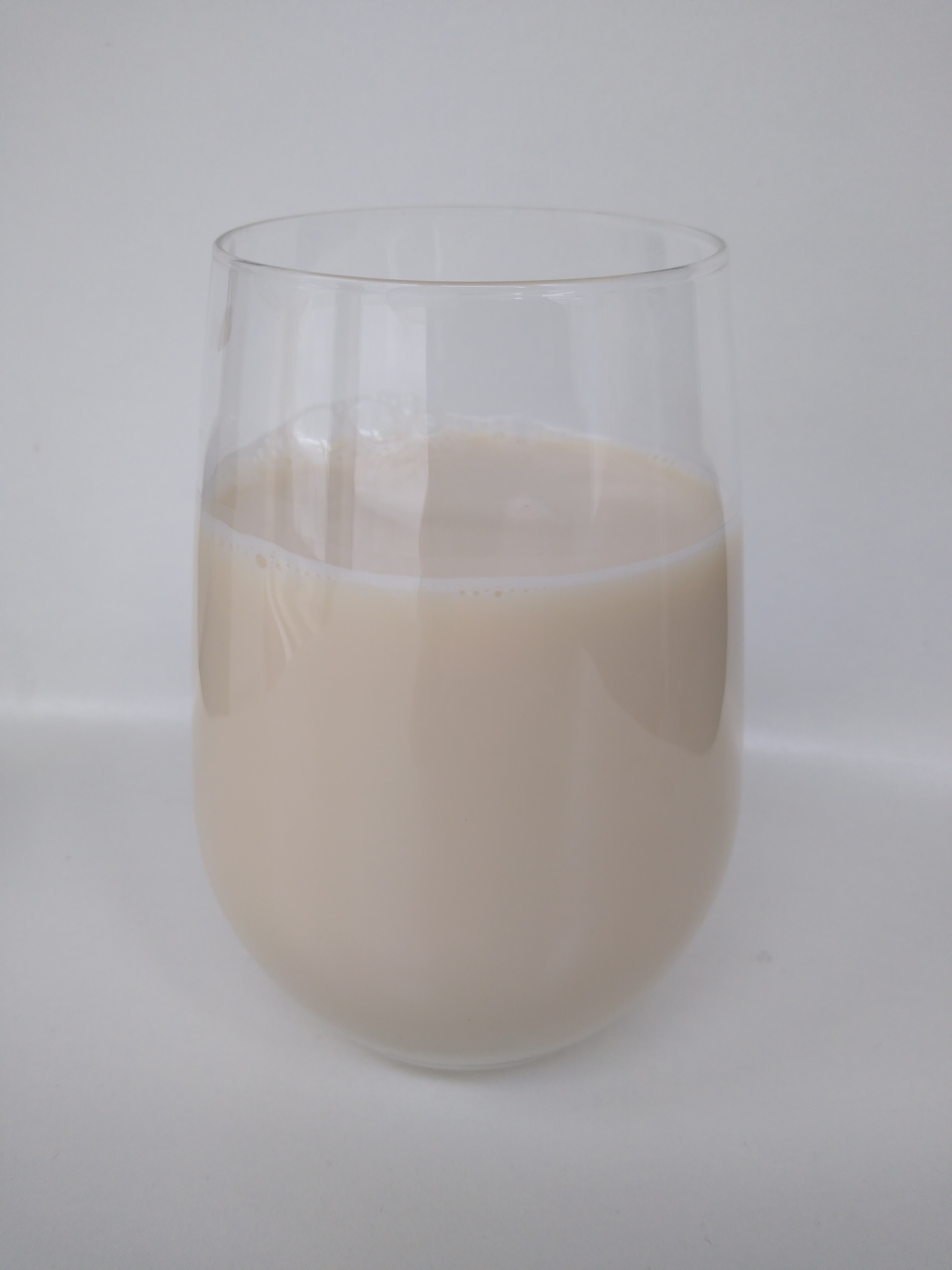
Leite de amêndoa alpro

Alpro é uma empresa europeia com sede em Ghent, Bélgica, que comercializa produtos orgânicos e não orgânicos, não geneticamente modificados, à base de plantas, como alimentos e bebidas feitos de soja, amêndoas, avelãs, caju, arroz, aveia ou coco . A Alpro emprega mais de 1200 pessoas na Europa e possui três unidades de produção na Bélgica, França e Reino Unido. A Alpro comercializa seus produtos na Europa e além, com a maioria de seus negócios na Europa.

## História
A Alpro foi fundada em 1980, como subsidiária do Grupo Vandemoortele com sede na Bélgica. A Alpro se expandiu pela Europa e em 2000 construiu uma fábrica de leite de soja em Burton Latimer, Inglaterra.
Em 2008, a Alpro lançou  “um produto de soja com calorias reduzidas que era uma alternativa ao iogurte” o primeiro do Reino Unido, após a introdução de seu “leite de soja com calorias reduzidas” Soy Light em 2006.
As receitas da Alpro devem ter triplicado durante o período de 2000 a 2008. As bebidas representam dois terços das receitas da Alpro.
Em junho de 2009, a Vandemoortele vendeu a Alpro por cerca de US$ 455 milhões para a Dean Foods, que comercializava a marca de leite de soja " Silk " nos EUA.
Em junho de 2013, a WhiteWave, a subsidiária da Dean Foods que administrava a Alpro, foi cindida como uma empresa independente - listada na Bolsa de Valores de Nova York. Em julho de 2013, a Dean Foods vendeu sua participação remanescente de 19,9% na WhiteWave, encerrando assim seu envolvimento com a Alpro.
Em julho de 2016, foi anunciado que a empresa francesa Danone compraria a WhiteWave Foods por US$ 10,4 bilhões. A aquisição foi concluída em abril de 2017 e a empresa recém-formada se chama DanoneWave .
A gerente geral da Alpro é Sue Garfitt.

## Produtos
A Alpro distribui produtos vegetarianos/veganos à base de soja sob as marcas Belsoy, Alpro Soya e Provamel . Os produtos incluem leite de soja, iogurte de soja, creme de soja e sobremesas à base de soja, margarinas vegetais e sorvetes vegetais. Todos os produtos são feitos de soja não transgênica, amêndoas, avelãs, caju, arroz, aveia ou coco .
A marca Provamel é reservada exclusivamente para produtos orgânicos (incluindo muitas versões orgânicas dos produtos Alpro Soya), que se destinam à venda apenas por varejistas independentes de alimentos saudáveis.
O leite de soja Alpro obteve a melhor pontuação (pontuação mais alta em 16 diferentes tipos de leites de soja puros testados), quando avaliado pelo grupo de segurança do consumidor líder da Alemanha, Stiftung Warentest .
Outros produtos da Alpro incluem iogurte, bem como "produtos alternativos à sobremesa e carne".

## Atividades de marketing
Para demonstrar as alternativas de leite e iogurte da Alpro, uma campanha de marketing experimenta de um ano deu aos consumidores no Reino Unido a oportunidade de experimentar os produtos do menu do café da manhã em vários eventos e em shopping centers em todo o país. A Alpro também incentiva os visitantes a tirarem suas fotos no pod de internet do estande e enviá-las ao Facebook, aderindo assim à página da Alpro Soya no Facebook.